# 拉珀斯維爾-約納
拉珀斯維爾-約納（德語：Rapperswil-Jona）是瑞士的城鎮，位於該國東北部，由聖加侖州負責管轄，面積22.25平方公里，海拔高度409米，2011年人口26,271，人口密度每平方公里1181人。

## 外部連結

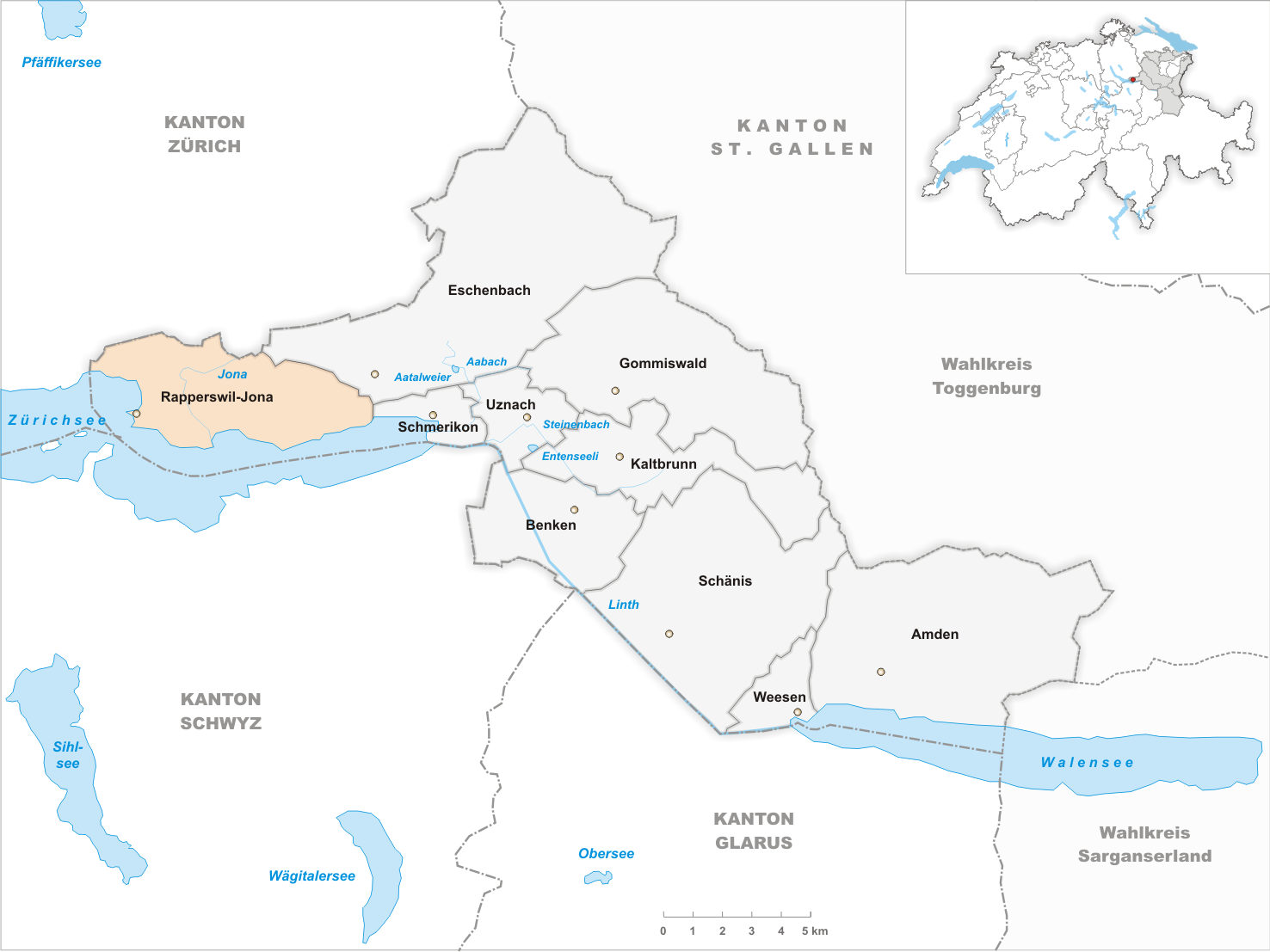
拉珀斯维尔-约纳市地图

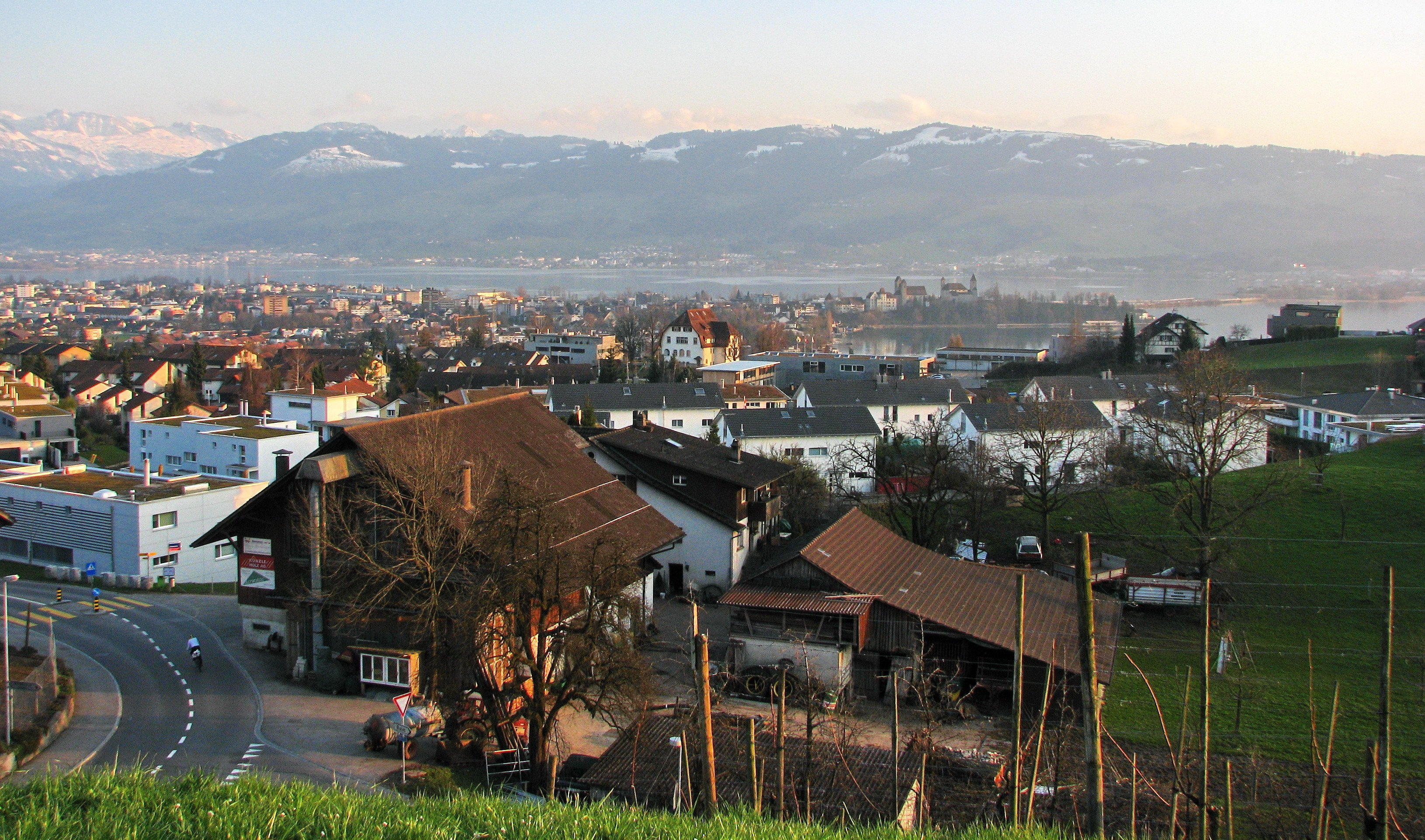
远眺拉珀斯维尔-约纳市和远处的苏黎世湖

- Rapperswil-Jona （页面存档备份，存于） (official site) （德文）
- Capuchin monastery （页面存档备份，存于） （德文）
- University of Applied Sciences Rapperswil, HSR （页面存档备份，存于） (university)
- A brief history of Rapperswil （页面存档备份，存于）